# VROM-raad
De VROM-raad was een Nederlands adviesorgaan op het gebied van volkshuisvesting, ruimtelijke ordening en milieu. 
De VROM-raad werd in 1997 opgericht. De onafhankelijke raad adviseerde de regering en de Eerste en Tweede Kamer over beleid voor een duurzame leefomgeving, in het bijzonder op het gebied van wonen, ruimte en milieu. De VROM-raad bestond uit onafhankelijke deskundigen met sterk uiteenlopende achtergronden.
Voorzitter was Henry Meijdam, oud-gedeputeerde van Noord-Holland en oud-burgemeester van Zaanstad. De raad is in 2012 opgeheven en opgegaan in de Raad voor de leefomgeving en infrastructuur. 